# 사랑의장기기증운동본부
사랑의장기기증운동본부는 대한민국에서 보건복지부의 허가를 받아 장기기증 희망(신청)등록 접수, 장기기증자 예우, 신장투석환자들에게 여행을 선물하는 제주라파의집, 뇌사장기기증자 유가족 모임을 운영하는 비영리 단체이다.

## 목표

### 국민 인식 개선
- 장기기증희망등록자 20%

- 9월 9일 장기기증의날 확산

- 장기기증자 및 유가족 예우사업 확대

### 환자들의 삶의 질 개선
- 신장이식결연사업 활성화

- 제주라파의집 운영

- 이식수술비 및 치료비등 지원

### 장기기증 관련 법제도 정비를 위한 정책 제안
- 장기기증 희망등록절차의 간소화를 위한 법개정 요구

- 원활한 각막기증 시스템 구축을 위한 공공각막은행 설립추진

- 운전면허양식에 장기기증의사를 묻는 제도 도입 추진

## 연혁

#### 2022
- 1월 21일 본부 창립 31주년 기념식(서울 YWCA 대강당)
- 2월 21일 제3회 DF장학금 전달식(12명, 1980만원)
- 3월 29일 네이버 해피빈과 함께하는 알콩달콩 캠페인(스포츠 트레이너 아놀드 홍)
- 5월 11일 ~ 16일 로즈디데이 특별사진전 '장미하다' 개최

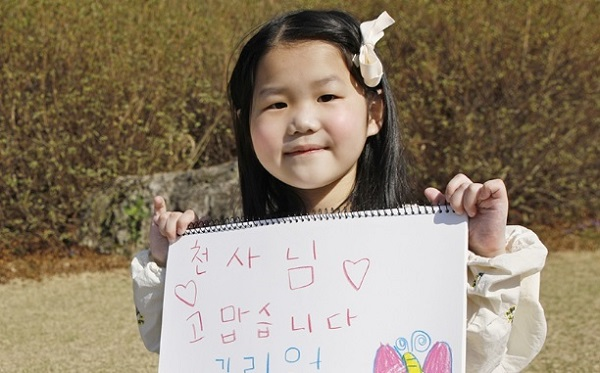
로즈디데이-장미하다 2022년

- 로즈디데이-장미하다 2022년5월 31일 제주라파의집 환자들을 위한 위생용품 선물박스 후원(아모레 퍼시픽)
- 6월 21일 도너패밀리 동료 상담가 교육프로그램 개강(총 8회차)
- 7월 9일 청소년 생명나눔 홍보단 온택트 3기 발대식
- 9월 3일 제26회 장기기증의 날 기념 Reborn, Restart(서울 청계천일대)장기기증의날_2022년

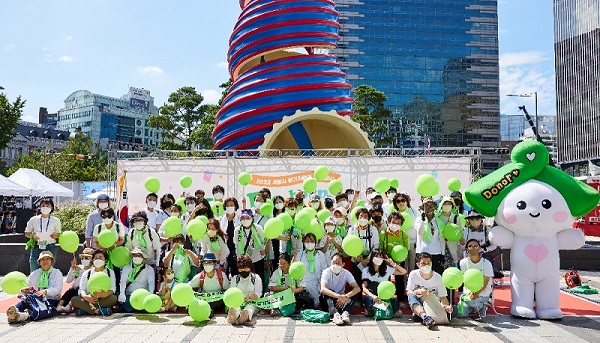
장기기증의날_2022년

- 9월 5일 도너패밀리 200가족 대상 추석명절 선물세트 전달
- 9월 15일 사랑의교회와 함께하는 신기한동행(신장기증인과 이식인의 릴레이걷기, 속초~통일전망대)
- 9월 28일 제11대 서울시의회 장기기증 희망등록식(시의원 39명 장기기증 희망등록)
- 10월 7일 초등 및 청소년 대상 생명존중 교육을 실시한 공로로 제 11회 대한민국 교육기부 대상 수상
- 12월 3일 2022년 후원회원 Hero Day 개최(신촌 히브루스)
- 12월 16일 생명을 구하는 나인퍼레이드(광화문 광장)나인퍼레이드 2022년

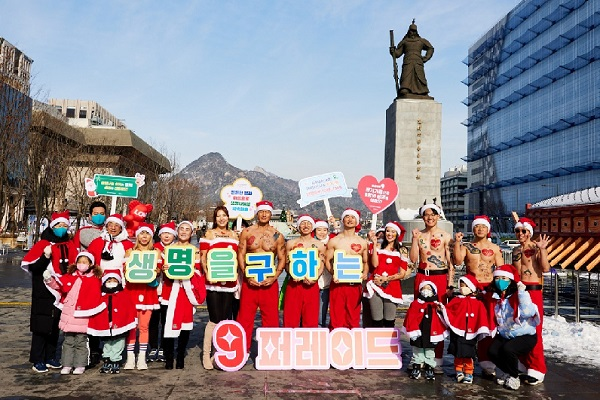
나인퍼레이드 2022년

#### 2021
- 2월 2일 도너패밀리 명절 연하상자 전달(230가정)
- 2월 22일 제2회 DF장학금 전달식(10명, 1,220만원)
- 3월 9일 걸그룹 '마카마카' 홍보대사 위촉
- 3월 31일 강남대학교와 업무협약 체결
- 4월 8일 리본레거시클럽(유산기부) 출범 및 1호 약정(박진탁 이사장)
- 5월 14일 제1회 장기기증인 유가족의 날 '로즈디데이' 개최
- 9월 9일 장기기증의 날 기념 '우리동네 생명 나눔 클라쓰' 캠페인(서울시 25개 자치구의원 101명 장기기증 홍보대사 위촉)
- 10월 6일 '나의 영웅 고맙습니다(장기이식인 편지)' 오디오북 제작
- 10월 15일 시각 장애 어린이를 위한 생명존중 교육 점자 및 음성 교재 제작
- 11월 8일 소방의날 기념, 심장이식인 서민환 소방관 홍보대사 위촉
- 12월 15일 생명을 구하는 나인퍼레이드(SNS 캠페인 진행)

#### 2020
- 1월 13일 장기기증 홍보 업무협약(영훈고등학교)
- 1월 20일 본부 창립 30주년 기념행사(아현성결교회 엘림아트홀),
- 1월 20일 이식인 킴벌리 초청 기자회견(기증인 유가족과 이식인의 서신교류 촉구)
- 2월 20일 DF(도너패밀리)장학회 출범(8명 장학생 1100만원 전달)
- 5월 28일 가수 미교 장기기증 홍보대사 위촉
- 7월 15일 작곡가 에이톤 장기기증 홍보대사 위촉
- 7월 16일 국회의원 김주영 장기기증 홍보대사 위촉
- 9월 9일 ~ 30일 아임도너 챌린지(SNS에 장기기증 희망등록사실 인증 캠페인)
- 10월 22일 제75주년 경찰의 날 기념 뇌사 장기기증인 홍성숙 경사 가족 초청 행사(경찰청)
- 10월 28일 유산기부활성화를 위한 협약(하나은행)
- 12월 25일 ~ 31일 나인퍼레이드(온라인 나눔산타 퍼레이드)

#### 2019
- 3월 6일 각막기증 활성화를 위한 정책토론회(국회의원회관)

- 4월 27일 뇌사 장기기증인 유가족과 떠나는 생명나눔 힐링열차 여행(강촌)

- 6월 8일 초등학교 생명존중교육 첫 실시(서울 강서구 등마초 4학년)

- 7월 16일 본인의사로 장기기증희망등록 가능연령 16세로 완화됨

- 9월 9일 장기기증의날 기념 '생명나눔 페스티벌' 개최(서울로 7017)

- 11월 11일 생존시 신장기증자와 이식인들의 한라산 산행

#### 2018
- 1월 23일 본부 창립28주년 기념식
- 4월 21일 도너패밀리와 장기이식인이 함께하는 서울대공원 캠페인
- 7월 23일 박진탁 이사장 헌혈/장기기증 50주년 기념식 ‘생명을 살리며, 사랑을 전하다’
- 9월 1일 장기기증의 날 기념식 및 초록리본 걷기대회 (서울 올림픽공원)
- 9월 5일 서울시 장기기증의날 기념식(서울 청계광장)
- 9월 14일 제10대 서울시의회 개원 기념 시의원 90명 장기기증 서약

#### 2017
- 2월 20일온라인 각막기증 캠페인 아이프로미스유 런칭
- 3월 28일한국교회 사랑의장기기증활성화위원회 출범 (대표회장 이성희 목사)
- 7월 4일제주라파의집 개원 10주년 기념식
- 9월 2일9월 9일 장기기증의 날 기념식 및 초록리본 캠페인 (서울 대학로)
- 12월 8일뇌사장기기증자 유가족 예우위한 서신왕래 촉구 기자회견(서울 프레스센터) 도너패밀리 송년의 밤 (서울 프라자호텔)

#### 2016
- 1월 16일KBS 라디오 건강365 박진탁 이사장 출연
- 3월 12일본부 창립 25주년 감사예배
- 4월 23일도너패밀리와 심장이식인이 함께 운길산 캠페인
- 7월 20일20대 국회등원 기념 각막기증 서약식
- 9월 9일9월 9일 장기기증의 날 기념식 및 전시회 (청계천 광통교)
- 10월 29일 ~ 30일생명의물결 1박2일 캠프

#### 2015
- 1월 1일박진탁 이사장 미국 LA로즈퍼레이드에 워커로 초청받음
- 1월 21일신장이식결연 950례 달성
- 2월 10일지하철 5호선 충정로역 장기기증 홍보관 개관
- 8월 19일네이버 공익 캠페인 '별 그리다' 진행
- 9월 9일제2회 서울시 장기기증의 날 기념식/청계천 장기기증인 초상화 전시회 '별 그리다' 진행
- 12월 18일아놀드홍과 함께하는 생명나눔 거리 캠페인 진행

#### 2014
- 1월 1일미국 로즈퍼레이드 참여 (故 최요삼 선수 어머니 오순이 씨 참여)
- 3월 7일EBS와 나눔교육 확산을 위한 유관기관 협약식
- 3월 18일서울특별시와 장기기증 활성화 협약 체결
- 3월 26일국내 최초 외국인 생존시 신장기증인 탄생 (미국인 가브리엘 앤드루스)
- 9월 9일제 1회 서울특별시 장기기증의 날 기념식
- 9월 13일장기기증의 날 기념 생명의 물결 걷기대회

#### 2013
- 3월 20일육군사관학교 장기기증 캠페인 (260명)
- 4월 5일교정본부 장기기증 서약서 전달식(68명)
- 9월 7일장기기증의 날 기념행사 '생명나눔, 기적의 순간들'
- 9월 9일제주도 장기기증의 날 기념식
- 10월 3일새생명나눔회 '생명나눔 백두대간 등반'
- 12월 8일뇌사 장기기증인 가족들을 위한 문화행사 '지금도 곁에 있어요’

#### 2012
- 3월 2일본부와 KBS1이 함께한 특별생방송 '시청자와 함께 생명을 나눕시다'
- 4월 28일일반인 홍보대사 'Soul-mate' 1기 교육프로그램 실시
- 7월 10일제 19대 국회등원 기념 장기기증 캠페인 125명 등록
- 8월 27일제주 라파의 집 개원 5주년 기념식
- 9월 9일장기기증의 날 기념 '2012 생명나눔 페스티벌' 기념식
- 10월 25일본부, 제 1회 대한민국 나눔 국민대상에서 국무총리상 수상
- 12월 1일생명나눔 친선대사 위촉식 (개그맨 오지헌, 배우 김병세, 배우 이정용, 윤학렬 감독, 표창원 씨)

#### 2011
- 3월 9일야구해설위원 양준혁 씨 생명나눔친선대사 위촉
- 4월 9일도봉산등산로 캠페인 및 탤런트 최수종, 하희라 부부 장기기증 등록
- 6월 22일장기이식법 개정안에 대한 본부 기자회견 개최(이식대기자등록업무 관련)
- 9월 9일'9월 9일은 장기기증의 날' 서울역 캠페인
- 10월 6일본부 창립 20주년기념 감사 예배 및 콘서트
- 12월 9일생명나눔친선대사위촉식 (아나운서 이지애, 방송인 현영, 에바, 브로닌, 배우 소유진 씨)

#### 2010
- 3월 7일국내 단일기관 최대 등록자 모집 (사랑의교회 16,083명)
- 4월 20일신장기증인 예우를 위한 조형물 ‘생명나눔의 얼굴’ 제막식 (제주 라파의 집)
- 9월 3일신장이식수술 900례 달성
- 9월 9일장기기증인의 날 행사 싸인데이 (장소:용산아이파크몰)